# Obergammenried
Obergammenried ist ein etwa drei Kilometer südlich der Stadt Bad Wörishofen gelegener Ortsteil der Stadt Bad Wörishofen im schwäbischen Landkreis Unterallgäu.

## Lage
Der einsam an der Landkreisgrenze zum Landkreis Ostallgäu gelegene Weiler besteht aus wenigen Anwesen und hat ca. 30 Einwohner.

## Geschichte
Der als Rodungssiedlung entstandene Ort ist erstmals 1323 in einer Urkunde erwähnt, mit der das Katharinenkloster Augsburg von Conrad Masser aus Dirlewang einen Hof zu Gammenried erwarb. Das Kloster besaß aus einer Schenkung bereits größere Ländereien im Umfeld von Wörishofen. Bereits vor 1379 erscheinen auch die Grundherren Heinrich und Hermann von Irpisdorf als in Gammenried begütert, größter Grundherr war aber die zum Katharinenkloster gehörige Herrschaft Wörishofen.
Zur Zeit der Säkularisation bestand der Weiler aus zwei Höfen, 1864 sind 18 Einwohner bezeugt. Mit der Ernennung von Bad Wörishofen zur Stadt wurde der Ort 1949 eingemeindet.

## Baudenkmäler
Die Kapelle Hl. Kümmernis ist eine vermutlich 1645 in Holzbauweise als Votivkapelle erbaute katholische Kapelle. Das seltene und kuriose Patrozinium bezieht sich auf die fiktive Heilige Wilgefortis (Kümmernis). 1769 errichtete der „obere Bauer“ Martin Singer in seinem Garten einen Neubau. Die heutige Kapelle ist vermutlich nur ein Umbau und wurde am 26. Mai 1886 durch den schwäbischen Wasserdoktor und Pfarrer Sebastian Kneipp geweiht. Die Renovierung hatten die Bauernfamilien Sieber und Osterrieder finanziert.

## Gewerbe
Eine größere landwirtschaftliche Halle im Ort wird seit mehreren Jahren überregional als „Eventlocation Freiheit“ betrieben. Ein weiteres landwirtschaftliches Anwesen wird als Pferdesportanlage mit Reithalle und Außenbahn genutzt. Das in seiner Größe den Weiler dominierende Anwesen war einige Jahre Trainingsstall für Trabrennpferde; südwestlich des Ortes wurde dafür 2009 eine 1.200 Meter lange Trainingsbahn für Trabrennpferde mit außenseitiger Galoppbahn angelegt, die heute noch existiert.